# Ari Engel
Alan „Ari“ Engel (* 5. September 1983 in Toronto, Ontario) ist ein professioneller kanadischer Pokerspieler. Er war im Jahr 2006 für 6 Wochen Onlinepoker-Weltranglistenerster und gewann 2016 das Main Event der Aussie Millions Poker Championship. Darüber hinaus ist der Kanadier dreifacher Braceletgewinner sowie mit 16 Ringen Rekordsieger bei Circuitturnieren der World Series of Poker.

## Kindheit und Ausbildung
Engel wurde als Sohn eines Rabbiners und einer jüdischen Lehrerin in Toronto geboren. Er hat einen jüngeren Bruder und eine jüngere Schwester. Noch vor seinem ersten Geburtstag verließ Engel mit seiner Familie seine Geburtsstadt und lebte anschließend drei Jahre in Südafrika, acht Jahre in Australien, ein Jahr in Israel und zwei Jahre in Maryland. Nach der Highschool in Chicago kehrte er erneut für ein Jahr nach Israel zurück. Danach besuchte Engel die Stern School of Business in New York City und zog nach seinem Abschluss für sechs Jahre nach Las Vegas. Inzwischen lebt er wieder in Toronto.

## Pokerkarriere

### Werdegang
Engel spielte online unter den Nicknames BodogAri (PokerStars), i am ari (Full Tilt Poker) und bodogari (partypoker). Im Juni 2015 lagen seine Online-Turniergewinne bei über 3 Millionen US-Dollar. Vom 18. September bis 24. Oktober 2006 stand Engel für 6 Wochen in Serie an der Spitze des PokerStake-Rankings, das die erfolgreichsten Onlinepoker-Turnierspieler weltweit listet. Ende Februar 2018 erhielt er bei den American Poker Awards in Los Angeles den PocketFives Legacy Award.
Seine erste Geldplatzierung bei einem Live-Turnier erzielte Engel im April 2006 beim Main Event der World Poker Tour in Mashantucket. Mitte Juli 2006 war er erstmals bei der World Series of Poker (WSOP) im Rio All-Suite Hotel and Casino am Las Vegas Strip erfolgreich und kam bei einem Turnier der Variante No Limit Hold’em ins Geld. Anfang Mai 2008 wurde er beim Borgata Deep Stack Poker in Atlantic City Dritter für rund 120.000 US-Dollar Preisgeld. Im Dezember 2011 erreichte Engel beim Main Event der European Poker Tour (EPT) in Prag den Finaltisch und erhielt für seinen sechsten Platz ein Preisgeld von 125.000 Euro. Im November 2013 gewann er das Main Event der Heartland Poker Tour in St. Louis mit knapp 150.000 US-Dollar Siegprämie. Anfang November 2014 siegte Engel beim Main Event des Punta Cana Poker Classic in der Dominikanischen Republik für knapp 180.000 US-Dollar. Ende Januar 2016 gewann Engel das Main Event der Aussie Millions Poker Championship in Melbourne mit einer Siegprämie von 1,6 Millionen Australischen Dollar, was zu diesem Zeitpunkt rund 1,1 Millionen US-Dollar entsprach. Für diesen Erfolg erhielt Engel Ende Februar 2017 bei den American Poker Awards in Beverly Hills die Auszeichnung als Turnierleistung des Jahres 2016. Ende August 2016 erreichte er beim High Roller der EPT in Barcelona den Finaltisch und wurde Sechster für mehr als 300.000 Euro Preisgeld. Im April 2017 gewann Engel das Main Event der Mid-States Poker Tour in Milwaukee für eine Siegprämie von rund 115.000 US-Dollar. Anfang Mai 2017 wurde er bei der partypoker Million in Kahnawake Fünfter für umgerechnet über 170.000 US-Dollar. Ende März 2018 setzte sich Engel beim Mega Millions XVIII Quantum Reload in Los Angeles gegen 6086 andere Spieler durch und erhielt eine Siegprämie von rund 315.000 US-Dollar. Bei der WSOP 2019 gewann er ein Hold’em-Event und sicherte sich neben der Siegprämie von knapp 430.000 US-Dollar ein Bracelet. Zwei Jahre später setzte sich der Kanadier bei der Omaha Hi-Lo 8 or Better Championship der WSOP 2021 durch und erhielt sein zweites Bracelet sowie den Hauptpreis von knapp 320.000 US-Dollar. Mitte August 2023 wurde er durch zwei Turniersiege in Rohnert Park mit 15 Circuitringen zum gemeinsamen Rekordhalter mit Maurice Hawkins. Zwei Monate später gewann Engel in Hammond seinen 16. Ring und ist seitdem alleiniger Rekordhalter. Im selben Monat entschied er bei der World Series of Poker Online auf WSOP.com unter seinem Nickname palmtreeb das NLH Turbo 6-Max für sich und wurde mit seinem dritten Bracelet sowie knapp 40.000 US-Dollar prämiert.
Insgesamt hat sich Engel mit Poker bei Live-Turnieren knapp 8,5 Millionen US-Dollar erspielt.

### Braceletübersicht
Engel kam bei der WSOP 120-mal ins Geld und gewann drei Bracelets:
| Jahr   | Buy-in (in $) | Turnier                              | Teilnehmer | Preisgeld (in $) |
| ------ | ------------- | ------------------------------------ | ---------- | ---------------- |
| 2019 O | 02.500        | No-Limit Hold’em                     | 996        | 427.399          |
| 2021 O | 10.000        | Omaha Hi-Lo 8 or Better Championship | 134        | 317.076          |
| 2023 O | 00.500        | WSOP.com – NLH Turbo 6-Max           | 333        | 038.197          |

### Ringübersicht
Engel kam bei den WSOP-Circuitturnieren 182-mal ins Geld und gewann 16 Ringe:
| #  | Beginn        | Stadt           | Buy-in (in $) | Turnier                                 | Teilnehmer | Preisgeld (in $) |
| -- | ------------- | --------------- | ------------- | --------------------------------------- | ---------- | ---------------- |
| 1  | 7. März 2007  | Atlantic City   | 0300          | No-Limit Hold’em                        | 778        | 63.018           |
| 2  | 22. Apr. 2009 | Las Vegas       | 1060          | Heads Up No-Limit Hold’em               | 064        | 22.353           |
| 3  | 2. Mai 2012   | Chester         | 0345          | Mixed Pot Limit Hold’em/Pot Limit Omaha | 095        | 08.292           |
| 4  | 17. Okt. 2012 | Hammond         | 1125          | No-Limit Hold’em                        | 222        | 55.503           |
| 5  | 20. Feb. 2013 | West Palm Beach | 0580          | No-Limit Hold’em                        | 212        | 26.501           |
| 6  | 15. Aug. 2013 | Mashantucket    | 0580          | No-Limit Hold’em                        | 235        | 29.634           |
| 7  | 20. Okt. 2014 | Hammond         | 0580          | H.O.R.S.E.                              | 128        | 17.921           |
| 8  | 21. März 2016 | Atlantic City   | 0580          | No-Limit Hold’em                        | 123        | 17.221           |
| 9  | 7. März 2018  | Los Angeles     | 0365          | Omaha Hi-Lo 8 or Better                 | 108        | 09.730           |
| 10 | 19. Feb. 2021 | online          | 0500          | PLO Big $500 6-Max                      | unbekannt  | 16.350           |
| 11 | 28. Feb. 2022 | online          | 0500          | PLO Big $500 6-Max                      | unbekannt  | 14.412           |
| 12 | 26. März 2023 | online          | 0525          | NLH Main Event 8-Max                    | unbekannt  | 22.546           |
| 13 | 23. Juli 2023 | online          | 0215          | Mystery Bounty 8-Max                    | unbekannt  | 08.926           |
| 14 | 15. Aug. 2023 | Rohnert Park    | 0400          | H.O.R.S.E.                              | 061        | 06.647           |
| 15 | 16. Aug. 2023 | Rohnert Park    | 0400          | Pot-Limit Big O                         | 061        | 06.564           |
| 16 | 9. Okt. 2023  | Hammond         | 0400          | Omaha 8                                 | 117        | 10.749           |